# Elgonidium
Elgonidium – rodzaj chrząszczy z rodziny nakwiatkowatych i podrodziny Tomoderinae.

## Taksonomia
Rodzaj ten został wprowadzony w 1954 roku przez Pierre'a Basilewskyego dla pojedynczego gatunku: E. leleupi. Paul Bonadona dokonał dwóch redeskrypcji rodzaju: w 1961 i 1978. W 2008 Dimitry Telnov opublikował przegląd rodzaju wraz z opisem kilku nowych gatunków. W sumie znanych jest 8 gatunków:
- Elgonidium aberdareum Telnov, 2008
- Elgonidium bartolozzii Telnov, 2012
- Elgonidium elongatum Bonadona, 1978
- Elgonidium laevigatum Buck, 1965
- Elgonidium leleupi Basilewsky, 1954
- Elgonidium mahnerti Bonadona, 1978
- Elgonidium mountkenyanum Telnov, 2008
- Elgonidium oculatum Telnov, 2008

## Morfologia
Chrząszcze te osiągają od 1,81 do 3 mm długości ciała, należąc do najmniejszych znanych nakwiatkowatych. Są wydłużone, pozbawione pigmentacji lub o ubarwieniu jasnopomarańczowym do brązowego. Wierzch ciała mają płaski lub lekko wypukły, porośnięty rzadkimi szczecinkami. Czułki są jedenastoczłonowe, z czego 3 do 5 ostatnich członów tworzy buławkę, a człony dziewiąty i dziesiąty są zawsze silnie poprzeczne. Wydłużona głowa jest bezoka lub o zredukowanych oczach (tylko u E. ocelatum oczy w pełni rozwinięte). Silnie wydłużone przedplecze jest przed nasadą wyraźnie przewężone. Pokrywy są pozbawione kątów barkowych i nieregularnie punktowane, mają szerokie, sięgające prawie wierzchołków epipleury. Tylnych skrzydeł brak lub zredukowane są do wąskich płytek.

## Występowanie
Owady afrotropikalne. Zamieszkują rejon Mount Elgon i płaskowyż na pograniczu kenijsko–ugandyjskim, góry w środkowej Kenii (w tym Mount Kenya) oraz góry Udzungwa w Tanzanii. Zasiedlają ściółkę i glebę górskich lasów i łąk na wysokościach od 1650 do 3000 m n.p.m. Bywają pozyskiwane przy użyciu aparatu Tullgrena jak i sita entomologicznego.